# Cryosat–2
A CryoSat–2 európai földfigyelő műhold, melyet az indítás közben 2005-ben megsemmisült CryoSat pótlására építettek. Feladata a Föld sarkvidéki jégtakarójának – a krioszférának – a kutatása.
Szintetikus apertúrájú radarjával képes a szárazföldi és a tengeri jégtakaró vékonyodásának pontos mérésére, a jég helyzetétől függően évi 1 milliméter – 3 centiméter vastagságváltozást már ki tud mutatni. A SIRAL (SAR/Interferometric Radar Altimeter, azaz szintetikus apertúrájú radar/interferometrikus rádió-magasságmérő) az eredeti holddal ellentétben, megkettőzve lesz beépítve.